# Gare de Corbehem
La gare de Corbehem est une gare ferroviaire française de la ligne de Paris-Nord à Lille, située sur le territoire de la commune de Corbehem, dans le département du Pas-de-Calais, en région Hauts-de-France.
C'est une halte de la Société nationale des chemins de fer français (SNCF), desservie par des trains TER Hauts-de-France.

## Situation ferroviaire
Établie à 36 mètres d'altitude, la gare de Corbehem est située au point kilométrique (PK) 212,015 de la ligne de Paris-Nord à Lille, entre les gares de Brebières-Sud et de Douai.
C'est une gare de bifurcation, aboutissement de la ligne de Lens à Corbehem (partiellement déclassée).

## Histoire
En 1883, des installations diverses sont réalisées pour relier la station à l'embranchement industriel établi par M. Paul Paix et Cie.
Le bâtiment voyageurs d’origine est détruit pendant la Première Guerre mondiale.
En 1930, le Conseil général adopte un vœu pour la reconstruction de l'abri voyageurs, établi le long du quai détruit pendant la guerre. Cette demande a déjà été exprimée mais la Compagnie du Nord n'a pas daigné y répondre.
Corbehem était autrefois reliée à Lens, via la ligne de Lens à Corbehem.

## Service des voyageurs

### Accueil
Halte SNCF, c'est un point d'arrêt non géré (PANG) à accès libre.

### Desserte
Corbehem est desservie par des trains TER Hauts-de-France, qui effectuent des missions entre les gares d'Arras et de Douai.

### Intermodalité
Un parc à vélos et un parking sont aménagés à ses abords.
Des autocars TER de substitution desservent l'arrêt D95, à proximité du parking.

Installations
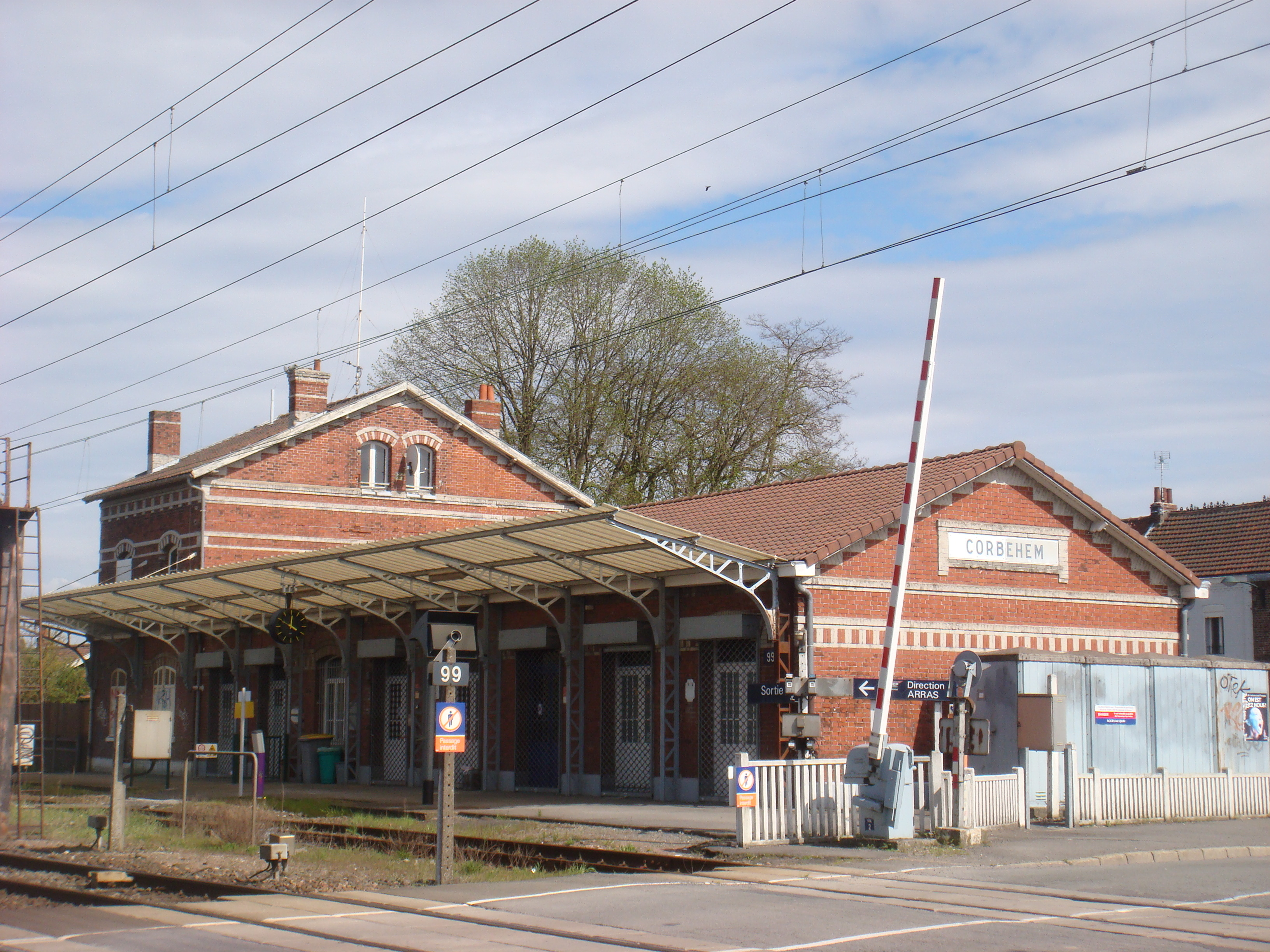
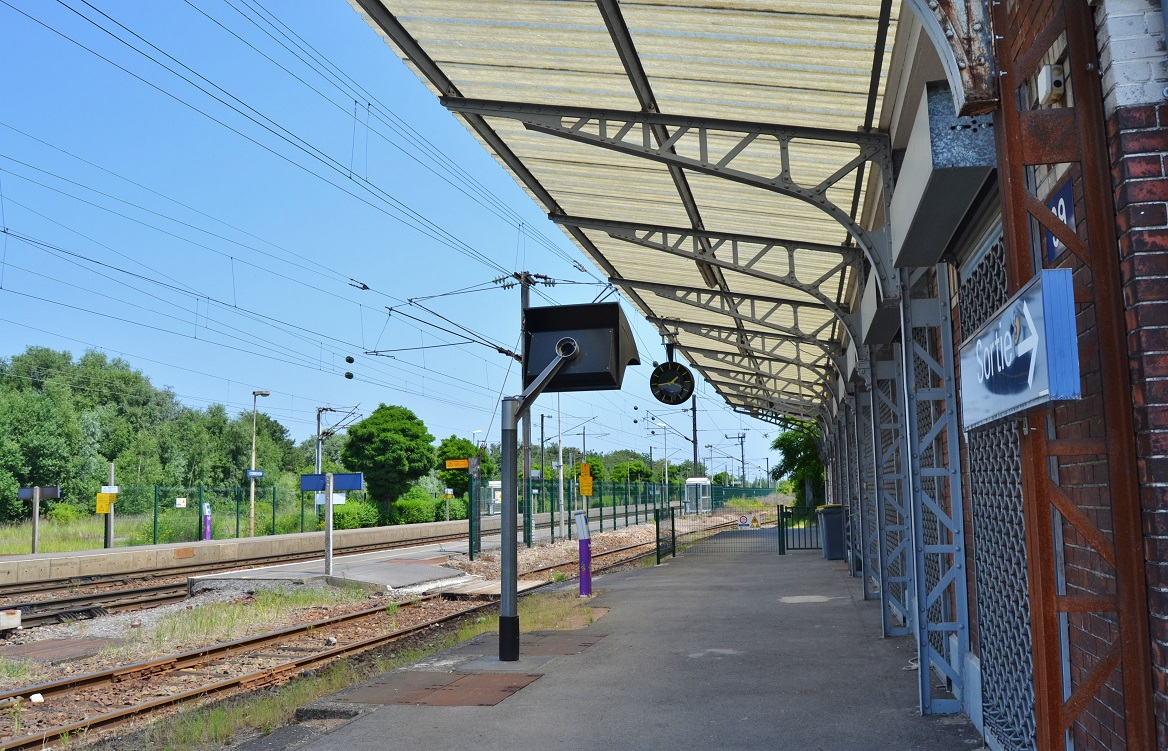

## Patrimoine ferroviaire
Le bâtiment voyageurs d’origine était un bâtiment standard Nord, avec un corps central de trois travées encadré par deux ailes symétriques d'une seule travée.
Un grand bâtiment voyageurs, du type Reconstruction, a été construit vers 1920 pour remplacer le bâtiment détruit lors de la Première Guerre mondiale. Il possède une façade en briques rouges avec une frise de briques rouges et blanches. Le corps de logis est plus large que le reste du bâtiment. L’aile basse, dévolue à l’accueil des voyageurs, possède huit travées tandis que le corps de logis à étage, de même largeur que l’aile, en possède deux. Les bandeaux décoratifs et arcs bombés surplombant portes et fenêtres sont réalisés en briques rouges et blanches. Une marquise métallique est accolée à la façade, côté quais.